# Harpotettix virgatipes
Harpotettix virgatipes är en insektsart som beskrevs av Marius Descamps 1981. Harpotettix virgatipes ingår i släktet Harpotettix och familjen gräshoppor. Inga underarter finns listade i Catalogue of Life.